# Paradaphoenus
Paradaphoenus es un género extinto de  pequeño mamífero carnívoro de la familia Amphicyonidae (oso-perro) que vivió desde el Oligoceno inferior al Mioceno inferior en América del Norte,  hace entre 33,9—20,3 millones de años aproximadamente.

## Taxonomía
Paradaphoenus fue nombrado por  Wortman y Matthew (1899) y fue asignado a Daphoeninae por Hunt (1998); y a  Amphicyonidae por Wortman y Matthew (1899), Carroll (1988) y Hunt (2001).

## Morfólogia
Legendre y Roth examinaron en 1988 un único espécimen para averiguar su masa corporal. Se estimó que el espécimen pesaba 1,89 kg (4,2 lb).

## Distribución
Haystack, Oregón, Condado de Banner (Nebraska, Condado de Dawes (Nebraska), Sheep Mtn, Dakota del Sur.

## Especies
P. cuspigerus (sinónimo de Amphicyon entoptychi), P. minimus, P. tooheyi

## Géneros hermanos
Afrocyon, Amphicyanis, Arctamphicyon, Brachycyon, Cynodictis, Drassonax, Goupilictis, Guangxicyon, Haplocyon, Haplocyonoides, Haplocyonopsis, Harpagophagus, Ictiocyon, Pachycynodon, Protemnocyon, Pseudamphicyon, Pseudarctos, Pseudocyonopsis, Sarcocyon, Symplectocyon, Vishnucyon